# Franc-maçonnerie au Mexique
 (janvier 2015).
 (mars 2018).
Au Mexique, la franc-maçonnerie compta de nombreux présidents de la République et s'engagea politiquement en faveur de l'enseignement laïque, des libertés publiques et de l'aide à la paysannerie pauvre.

## Histoire
La franc-maçonnerie arrive au Mexique colonial durant la seconde moitié du  XVIIIe siècle avec des migrants français venu s'installer dans la capitale mais ils seront accusés et condamnés par l'inquisition locale. De plus, il est probable même s'il n'existe pas de preuve écrite, qu'il existait des loges itinérantes  au sein de l'armée espagnole de la Nouvelle-Espagne. Ainsi, il est possible que des francs-maçons aient pu participer aux premiers mouvements autonomistes, puis indépendantistes, en véhiculant les idées des lumières de la fin du  XVIIIe siècle. Mais, il est à noter que certains historiens, francs-maçons et non francs-maçons comme Leon Zeldis Mendel et José Antonio Ferrer Benimeli, ont souligné que la franc-maçonnerie latino-américaine a construit sa propre mythologie, s'éloignant ainsi de l'aspect scientifique qu'une telle étude historique demande. La confusion entre Sociétés patriotiques latino-américaines et loges franc-maçonnes est ténue. Ainsi, entre la fin du  XVIIIe siècle et début du  XIXe siècle, leur structure opérative est très proche, comme l'indique l'historienne Virginia Guedea.
La première loge maçonnique du Mexique, Arquitectura Moral, fut fondée à Mexico en 1806. L'année 1813 vit la création de la première Grande Loge du Mexique, au Rite écossais
José Maria Mateos, politicien libéral majeur de la fin du  XIXe siècle, affirma, en 1884, que d'illustres autonomistes et indépendantistes commeMiguel Hidalgo, José Maria Morelos y Pavon et Ignacio Allende, étaient francs-maçons. Selon Mateos, ils furent, pour la plupart, initiés dans la loge Arquitectura Moral (aujourd'hui Bolivar no 73), mais il est vrai qu'il n'existe pas de documents pour prouver ses dires. Au contraire, il existe des documents qui tendent à prouver que le premier gouverneur du Mexique indépendant, l'empereur Augustin Ier du Mexique, comme le frère dominicain Servando Teresa de Mier étaient bien francs-maçons. Mais il est vrai qu'il était commun que l'inquisition utilisait le chef d'accusation d'appartenance à la franc-maçonnerie pour les autonomistes et les indépendantistes, ce qui garantissait l'impossibilité de prouver l'innocence de l'accusé, vu le caractère clandestin de l'Ordre. Ainsi, les archives de l'inquisition ne font que d'augmenter les incertitudes sur ce thème.
À partir de l'indépendance en 1821, et jusqu'en 1982, on pense qu'une bonne partie des dirigeants du Mexique appartenait à la franc-maçonnerie. Dès que l'indépendance politique se produisit, les quelques loges existantes sortirent de la clandestinité et se multiplièrent. Avec la venue du ministre plénipotentiaire des États-Unis Joel Roberts Poinsett, la jeune franc-maçonnerie mexicaine se divise en deux courants politiques, sans être vraiment définis. Poinsett promeut la création de loges de rite d'York, proches des intérêts des États-Unis. Face à la matérialisation de la doctrine interventionniste de la Destinée manifeste américaine s'opposent les francs-maçons plus conservateurs réunis dans la Loge Écossaise du jeune Rite écossais ancien et accepté, avec à sa tête le médecin barcelonais du dernier vice-roi, Manuel Codorniu Ferreras, à travers son journal « El Sol ». Ainsi, autour des loges du Rite d'York, se réunissent les francs-maçons proches du libéralisme américain, qu'on nommera plus tard "conservateurs", mais restent proches des loges écossaises héritières du libéralisme espagnol. Bientôt, les francs-maçons qui ne se reconnaissent pas dans les alternatives existantes, opteront pour une troisième voie en fondant, en 1825, un rite national appelé le Rite National Mexicain, qui aura pour but la création d'un modèle politique et de gouvernement propre au Mexique.
Durant l'occupation militaire française qui mit Maximilien Ier du Mexique sur le trône en 1864, diverses loges militaires françaises, dépendantes du Grand Orient de France, arrivent au Mexique, mais elle disparaissent quand les Français quittent le pays. Ainsi, il est très probable que ces loges itinérantes travaillaient au Rite français, mais, étant donné leur statut d'envahisseurs, ne laissèrent pas d'empreintes de rituel. Au musée maçonnique du Grand Orient de France est conservé l'étendard d'une de ces loges.

## Franc-maçonnerie féminine et mixte
La franc-maçonnerie mexicaine comprend aujourd'hui majoritairement des loges exclusivement masculines. 
Il existe cependant trois modèles de participation des femmes aux œuvres maçonniques. Le premier est la maçonnerie féminine organisée à l'échelle nationale via la Confédération mexicaine des grandes loges féminines. La seconde est avec les obédiences féminines non confédérées et celles qui sont nées et ont grandi à la suite de scission et l'appartenance de femmes à obédiences mixtes.

## Principaux rites

### Rite National Mexicain
Peu après l'indépendance du Mexique, la division entre les francs-maçons de rite d'York et de ceux de rite écossais ancien et accepté se manifesta jusqu'en politique. Les affrontements se firent chaque fois plus durs, jusqu'à susciter quelques soulèvements militaires. Dans ce contexte, le Rite National Mexicain sous l'autorité du Suprême Grand Orient du Rite National Mexicain est créé le 22 août 1825, dans le but d'unifier les francs-maçons mexicains mais également d'éviter une intervention étrangère, tant au sein de l'Ordre que de la politique mexicaine. Le 26 mars 1826 est fondée la Grande Loge Nationale Mexicaine "La Luz", fédérant les cinq premières loges symboliques. Cependant, les affrontements ne cessèrent pas; c'est pourquoi le président Nicolas Bravo, franc-maçon du REAA, prohiba durant une brève période les sociétés secrètes, prohibition destinée aux loges plus libérales du rite d'York et du rite national mexicain. Le Grand Maitre du rite d'York, Lorenzo de Zavala, ordonne à ses loges de se dissoudre, et dénonce les loges écossaises, obligeant le gouvernement à les dissoudre à son tour. Les loges du rite mexicain échappèrent à la persécution et continuèrent leurs travaux en secret.
Depuis 1865, le Rite National Mexicain ne travaille plus "À La Gloire Du Grand Architecte De l'Univers" mais "Au Triomphe De La Vérité Et Du Progrès Du Genre Humain". De plus, il compte neuf grades, incluant les trois premiers grades symboliques.
Un membre illustre de ce rite fut Benito Juarez, politicien libéral, président du Mexique, de 1858 à sa mort en 1872. Son initiation n'est cependant pas très claire : Martinez Zaldua soutient qu'il fut initié au rite d'York dans la loge "Espejo de las Virtudes" (Miroir des Vertus) entre 1833 et 1834 dans la ville d'Oaxaca. Au contraire, Tenerio D'Alburquerque affirme qu'il fut initié le 15 janvier 1847 dans la loge de Rite National Mexicain "Independencia" no 2, dans la ville de Mexico, quelques jours avant de partir pour la ville de Oaxaca où il prit possession du gouvernement du l'État du même nom. Il est vrai qu'il atteint le grade le plus élevé du Rite National Mexicain.

### Rite écossais ancien et accepté
Le Rite écossais ancien et accepté, pour ses trois premiers grades symboliques, est introduit pendant la période coloniale, peut être par des migrants français, des membres de la cour du vice-roi de la nouvelle Espagne et les soldats royaux, ou d'autres influences de cette époque. De toutes manières, il est difficile de savoir clairement la genèse de ce rite au Mexique. Les archives de l'Inquisition, quant à elles, mentionnent des arrestations de francs-maçons durant la fête de la Saint Jean en 1791.
À l'indépendance, le 21 septembre 1821, sortent de l'anonymat des francs-maçons espagnols, comme le vice-roi Juan O'Donoju et son médecin Manuel Cordoniu Ferreras, qui portaient les idées libérales du soulèvement militaire de Séville de 1820, dirigé par Raphael Riego. Ainsi, Cordoniu sera un des promoteurs, pour la jeune nation mexicaine, des principes de la Constitution de Cadiz de 1812, suggérant la séparation de l'éducation et de l'Église.
Le Suprême Conseil du Grade 33 du Rite Écossais Ancien et Accepté des États-Unis Mexicains, l'organisme qui administre les grades supérieurs du REAA (du 4e au 32e), est créé en 1859, avec le permis du Suprême Conseil des États-Unis, basé à Charleston. Son premier Grand Commandeur fut le politicien libéral Ignacio Comonfort qui venait juste de quitter la présidence de la République.
Alors que le Suprême Conseil appuyait le gouvernement de Benito Juarez contre l'intervention militaire française (1861-1867) et contre la monarchie de Maximilien Ier (1864-1867), le 20 décembre 1865, Manuel R. de Cunha Reis crée un Suprême Conseil dissident et émet des décrets pour déclarer que ce Suprême Conseil a l'unique autorité pour toute la nation et déclare le Rite National Mexicain illégitime et irrégulier.

### Rite d'York
En 1825, la Grande Loge de Philadelphie émit, par l'intermédiaire de Joel R. Poinsett, les premières lettres patentes du Rite d'York. Cependant, d'autres auteurs considèrent très probable que les loges du Rite d'York travaillaient déjà avant le mouvement indépendantiste mexicain dans des loges constituées principalement par des commerçants Américains et Britanniques.
Au début du XXe siècle, la Grande Loge de la Vallée du Mexique (également appelée "Grand Lodge Valle de Mexico"), inclut un grand nombre de loges qui travaillent au Rite Américain, une des versions américaines du Rite d'York, et en langue anglaise.
Le 4 mars 1911, durant la Grande Assemblée annuelle de la Grande Loge, la majorité des loges hispanophones qui travaillaient au Rite Écossais Ancien et Accepté, se retirèrent de l'assemblée. Ces dissidents se regroupèrent et continuèrent de travailler sous le nouveau nom de la Gran Logia Valle de Mexico (en espagnol), qui constitua la loge qui porte encore ce nom. L'année suivante, les 27 loges qui restaient (16 anglophones, 10 hispanophones et 1 germanophone) renommèrent la Grand Lodge Valle Mexico pour "M.W. York Grand Lodge of Mexico, F. & A.M.", plus communément appelée York Grand Lodge of Mexico. À cause de l'utilisation de la langue anglaise, le nombre de ses membres diminua peu à peu. La nationalisation de l'industrie pétrolière en 1939 eut pour conséquence d'accentuer durement de dépeuplement de cette de la Grande Loge d'York, une grande partie de ses membres travaillant pour ses entreprises américaines ou britanniques.
Depuis 1911, l'obédience adopte l'anglais comme langue officielle, travaille exclusivement au Rite d'York et est la seule qui conserva, de manière ininterrompue, sa régularité face à la Grande Loge unie d'Angleterre. C'est pourquoi, la Grand d'York du Mexique ne reconnait aucune autre obédience du pays. Si la majorité des grandes loges d'état sont reconnues par la Conférence des Grands Maitres Francs-maçons d'Amérique du Nord, la Grand Loge d'York du Mexique est la seule qui soit reconnue par la Grande Loge Unie d'Angleterre.
En 2007, la Grande Loge d'York du Mexique est renommée Grande Loge Régulière d'York du Mexique et crée, en 2008, le Haut Conseil Maçonnique Régulier du Mexique.

## Obédiences maçonniques mexicaines

### Confédération des Grandes Loges Régulières des États-Unis du Mexique
La Confédération des Grandes Loges Régulières des États-Unis du Mexique, en espagnol : Confederación de las Grandes Logias Regulares de los Estados Unidos Mexicanos, fédère les Grandes Loges Régulière du Mexique depuis 1932. Elle est dirigée par le Conseil Maçonnique National, en espagnol  Consejo Masónico Nacional, constitué des grands maitres des grandes loges membres de la confédération. Elle est reconnue par le Confédération Maçonnique Inter-américaine et la Conférence des Grands Maîtres d'Amérique du Nord. La confédération regroupe les Grandes Loges de 29 états sur les 31 états qui constituent les États-Unis du Mexique :
- Aguascalientes, "Profesor Edmundo Games Orozco"
- Baja California,
- Campeche,
- Chiapas,
- Chihuahua, "Cosmos",
- Coahuila, "Benito Juárez",
- Colima, "Sur Oueste",
- Durango, "Guadalupe Victoria"
- Guanajuato,
- Guerrero,
- Hidalgo,
- Jalisco, "Occidental Mexicana",
- Estado de Mexico,
- Michoacán, "Lázaro Cárdenas",
- Morelos,
- Nayarit,
- Nuevo León,
- Oaxaca, "Benito Juárez García",
- Puebla, "Benemérito Ejército de Oriente",
- Querétaro,
- Quitana Roo, "Andrés Quintana Roo",
- San Luis Potosi, "Soberana e Independiente del Potosí",
- Sinaloa,
- Sonora, "Pacífico",
- Tabasco, "Restauración",
- Tamaulipas,
- Veracruz, "Unidad Mexicana",
- Yucatán, "La Oriental Peninsular,
- Zacatecas, "Jesús González Ortega".

### Obédiences fédérales

#### Grande Loge de la Vallée du Mexique
La juridiction de la grande loge de la Vallée du Mexique couvre les états suivants: District Fédéral, État de Mexico, Guerrero, Zacatecas, Puebla, Aguascalientes, Tlaxcala, Guanajuato et Morelos. Elle fédère 270 loges; ce qui en fait la Grande Loge la plus importante du Mexique. Elle pratique majoritairement la Rite Écossais Ancien et Accepté. Cette Grande Loge était un membre de la Confédération des Grandes Loges Régulières du Mexique, mais elle l'a cependant quitté au cours des années 1990.

### Obédiences d'états
- Baja California : (Grande loge de)
- Baja California Sur : (Grande loge de)
- Campeche : (Grande loge de)
- Chiapas : (Grande loge de)
- Chihuahua : Grande loge Cosmos
- Coahuila : Grande loge Benito Juarez
- Colima : Grande loge Sur-Oeste

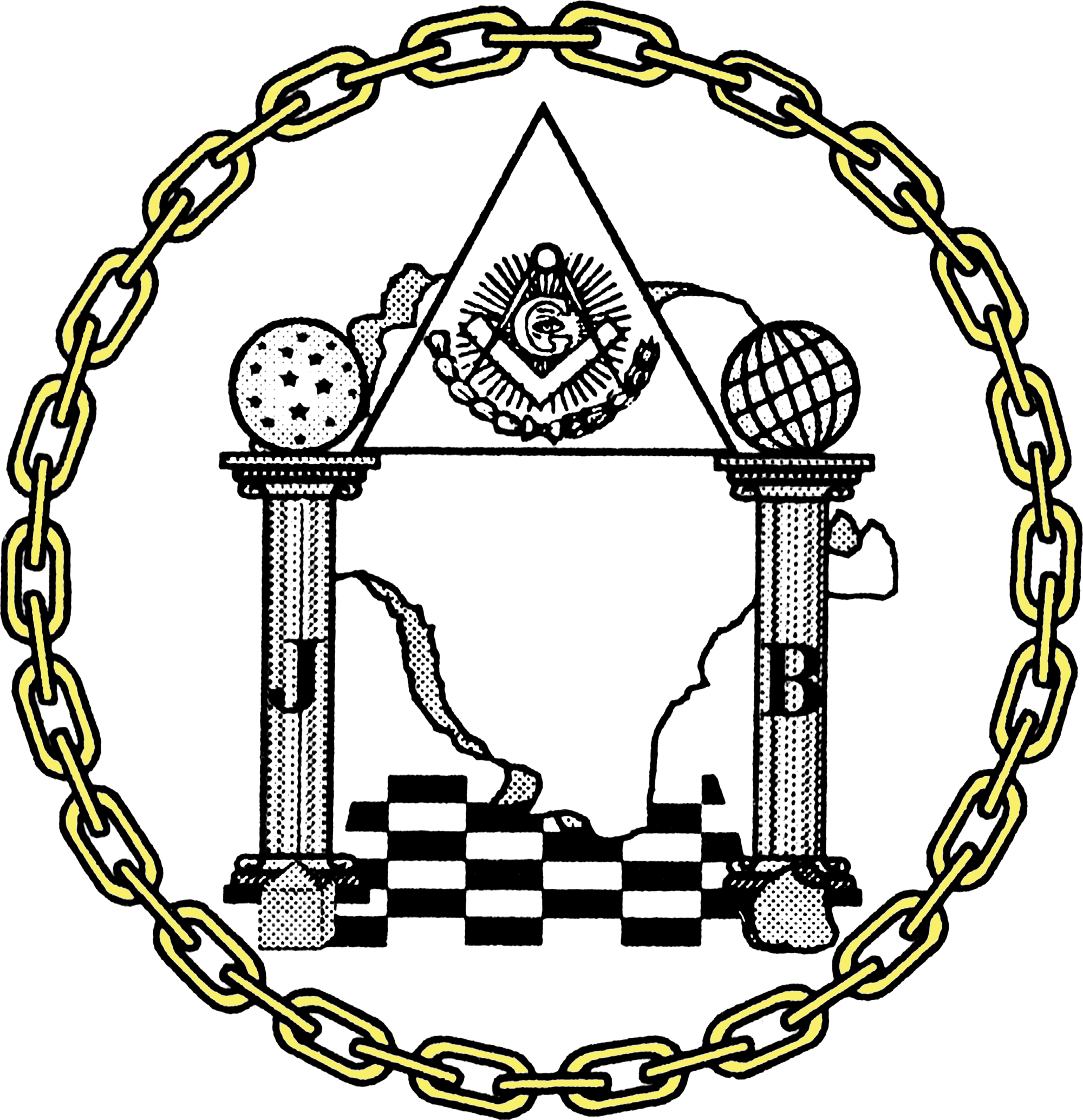
Sceau de la Grande Loge "Guadalupe Victoria" de l'État de Durango

- Durango : Grande loge Guadalupe Victoria : La Grande Loge "Guadalupe Victoria" de l'État de Durango est une fédération de loges maçonniques de l'État de Durango au Mexique. Elle a été créée en 1923, mais, avant cette date, les loges de l'État dépendaient de la Grande Loge de l'État de Coahuila. Ses ateliers pratiquent exclusivement le Rite Écossais Ancien et Accepté. Cette grande loge se situe dans la capitale de l'État, Durango. Elle est membre fondateur de la confédération des Grandes Loges régulières des États-Unis du Mexique. À ce titre, elle a un rôle important dans la franc-maçonnerie mexicaine[6]. Chaque année, elle participe aux tables rondes des Grandes Loges du Mexique afin de synthétiser les travaux effectués en ateliers et portant sur des faits de société. Ce colloque se conclut par l'envoi de la synthèse de ses analyses au gouvernement de la République Mexicaine.

- Hildalgo : (Grande loge de)
- Jalisco : Grande loge Occidental Mexicana
- Michoacana : Grande loge Lazaro Cardenas
- Nayarit : (Grande loge de)
- Nuevo Leon : (Grande loge de)
- Oaxaca : Grande loge Benito Juarez Garcia
- Queretaro : (Grande loge de)
- Quintana Roo : (Grande loge de)
- San Luis Potosi : Grande loge El Potosi
- Sinaloa : (Grande loge de)
- Sonora : Grande loge Del Pacifico
- Tabasco : Grande loge Restauracion
- Tamaulipas : (Grande loge de)
- Veracruz : Grande loge Unida Mexicana
- Yucatan : Grande loge Oriental Peninsular